# ATP Buenos Aires 1982
L'ATP Buenos Aires 1982 è stato un torneo di tennis giocato sulla terra rossa. È stata la 54ª edizione del torneo, che fa parte del Volvo Grand Prix 1982.Si è giocato a Buenos Aires in Argentina dall'1 al 7 febbraio 1982.

## Campioni

### Singolare maschile
Guillermo Vilas ha battuto in finale  Alejandro Ganzábal con il punteggio di 6–2, 6–4

### Doppio maschile
Hans Kary /  Zoltán Kuhárszky hanno battuto in finale  Ángel Giménez /  Manuel Orantes con il punteggio di 7–5, 6–2